# Złojec
Złojec – wieś w Polsce położona w województwie lubelskim, w powiecie zamojskim, w gminie Nielisz.
W latach 1975–1998 miejscowość administracyjnie należała do województwa zamojskiego.
Na terenie wsi utworzono dwa sołectwa: Złojec I, Złojec II. Według Narodowego Spisu Powszechnego z roku 2011 wieś liczyła 707 mieszkańców.
Wieś jest siedzibą rzymskokatolickiej parafii Chrystusa Króla w Złojcu.

## Części wsi
| SIMC    | Nazwa | Rodzaj    |
| ------- | ----- | --------- |
| 0896083 | Dwór  | część wsi |

## Historia
Wieś notowana w roku 1564 jako „Złociec” w powiecie zamojskim parafii Szczebrzeszyn. Według rejestru poborowego z tegoż roku pobór płacą tu od 17¼ łana chłopskiego, 2. zagrodników bez roli 7. komorników i 2. rzemieślników. Prywatna wieś szlachecka położona była na przełomie XVI i XVII wieku w ziemi chełmskiej województwa ruskiego. W roku 1883 była we wsi szkoła początkowa. Od 1935 prowadził tu gospodarstwo rolne Jan Łaszcz. W czasie II wojny światowej, gdy w trakcie Aktion Zamość na miejsce wysiedlonej ludności polskiej sprowadzano osadników niemieckich, nazwę wsi zniemczono jako Slojec.